# Eyam
Eyam is een civil parish in het bestuurlijke gebied Derbyshire Dales, in het Engelse graafschap Derbyshire. De plaats telt 969 inwoners.
Het dorp is berucht om de pest. Die brak in 1665 uit als gevolg van een uit Londen verzonden doek. De bewoners legden zichzelf een quarantaine op om verdere verspreiding te voorkomen. Ongeveer 50% van de toenmalige bevolking bezweek aan de ziekte.

## De pest van Eyam
De geschiedenis van de pest in het dorp begon in september 1665 toen George Viccars met een door besmette vlooien aangetaste bundel stof uit Londen arriveerde voor de plaatselijke kleermaker Hadfield. Binnen een week was Viccars dood en kort daarna stierven meer personen in het huishouden van de kleermaker. Toen de ziekte zich verder verspreidde, voerden dominee William Mompesson en zijn collega Thomas Stanley een aantal voorzorgsmaatregelen in om de verspreiding van de ziekte vanaf mei 1666 te vertragen. De maatregelen omvatten de regeling dat families hun doden moesten begraven in hun eigen tuin en dat de kerkdiensten naar de buitenlucht moesten verplaatsen, zodat het risico op besmetting verminderde. Misschien wel de bekendste beslissing was om het hele dorp in quarantaine te plaatsen om verdere verspreiding van de ziekte te voorkomen. De mensen werd voorzien van leeftocht vanuit Chatsworth House, dat het voedsel aan de rand van het dorp liet neerzetten.
De pest heeft in totaal 14 maanden geduurd en volgens één verslag van de gebeurtenissen zijn er ten minste 260 dorpelingen aan de ziekte bezweken.